# AR-R17779
AR-R17779 je lek koji deluje kao potentan i selektivan pun agonist za α7 podtip neurskih nikotinskih acetilholinskih receptora. On ispoljava nootropne efekte u životinjskim studijama, mada ta dejstva ne zamenjuju dejstva nikotina. On je nedavno izučavan kao potentan nov tretman za artritis.